# صالحی (شهر)
صالحی (به ترکی استانبولی: Salihli) شهری است در کشور ترکیه که در استان مانیسا واقع شده‌است. جمعیت این شهر بر اساس سرشماری سال ۲۰۰۸ میلادی ۹۶٬۴۴۹ نفر و بر اساس برآوردهای سال ۲۰۰۹ میلادی ۹۶٬۳۰۴ نفر می‌باشد.